# Équipe du Brésil de rugby à XIII
L'équipe du Brésil de rugby à XIII est la sélection nationale qui représente le Brésil dans les matchs internationaux. Elle est composée des meilleurs joueurs brésiliens ou d'origine brésilienne.
Le Brésil ambitionne un jour de disputer la coupe du monde, mais l'équipe masculine devra alors disputer les éliminatoires de la Coupe du monde de 2025.
L'équipe féminine et l'équipe de rugby fauteuil espèrent en revanche participer à celle de 2021.

## Histoire
La nation a fait ses débuts internationaux lors du match inaugural du Championnat de rugby à XIII d'Amérique latine qui s'est tenue dans  la ville chilienne de Los Angeles en novembre 2017,.
L'équipe est alors classée 43ème dans au classement international de la RLIF.
Elle fait partie du programme de développement du rugby à XIII en Amérique Latine, mené par les instances internationales.
En 2018, le pays organise un « festival » de rugby à XIII, les 24 et 25 novembre. Ce festival comprend un tournoi de rugby à IX, de rugby à XIII féminin mais aussi trois-tests matchs entre les sélections masculines et féminines de l'équipe nationale et de l'équipe d'Argentine et entre les « équipes B » de chaque nation. Ce festival a lieu dans la ville de Sao Paulo, au club de Palmeiras. Finalement la Colombie rejoint également le festival.
Le Brésil gagne le tournoi de rugby à XIII en battant la Colombie sur le score de 52 à 14 et l'Argentine sur le score de 22 à 0. 
Le 22 février 2020, l'équipe senior masculine rencontre son voisin occidental, le Pérou à l'Hillier Oval de Sydney, en Australie. 
Dans un match marqué par « trop de ballons tombés et des fautes de mains basiques », ils battent les Péruviens sur le score de 30 à 14. 

## Personnalités et joueurs notables
Fin des années 2010, l'équipe masculine repose encore beaucoup sur ses heritages players : on peut ainsi citer l'exemple de l'ancien joueur de Super League : Matt Gardner. De mère brésilienne, l'ancien joueur de « Huddersfield, Salford, Widnes ou encore Leigh » entraine également l'équipe féminine qualifiée pour la coupe du monde de 2021. 
Néanmoins, de jeunes talents véritablement brésiliens, car nés dans le pays et y vivant, commencent à éclore. C'est le cas de Lucas Vinas Viera. 
En 2022, on découvre également Renato Amaro Silva, né au Brésil, qui fait partie de l'équipe de Saint Estève-XIII  Catalan, réserve de l'équipe évoluant en Super league, les Dragons Catalans. 
Le garçon, à  l'âge de 18 ans, débute avec l'équipe nationale brésilienne en Australie lors d'un match amical contre l'Afrique du Sud. 